# Чаньяраль (провинция)
Провинция Чаньяраль  (исп. Provincia de Chañaral) — провинция в Чили в составе области Атакама. Административный центр — Чаньяраль.
Провинция административно разделена на 2 коммуны.
Территория — 24 436,2 км². Численность населения — 26 144 жителя (2017). Плотность населения — 1,07 чел./км².
Административный центр — город Чаньяраль.

## География
Провинция расположена на севере области Атакама.
Провинция граничит:
- на севере — с провинцией Антофагаста,
- на востоке — с провинцией Катамарка (Аргентина),
- на юге — с провинцией Копьяпо.

На западе провинции — побережье Тихого океана.

## Административное деление
Провинция административно разделена на 2 коммуны:
- Чаньяраль. Административный центр — Чаньяраль.
- Диего-де-Альмагро. Административный центр — Диего-де-Альмагро.

## Демография
Согласно сведениям, собранным в ходе переписи 2017 г.  Национальным институтом статистики (INE),  население провинции составляет:
| Полное население                            | Полное население                            | Полное население                            | Полное население                            | Полное население                            | 26 144 |
| ------------------------------------------- | ------------------------------------------- | ------------------------------------------- | ------------------------------------------- | ------------------------------------------- | ------ |
| в том числе:                                | Городское население                         | 24 338                                      | Процент городского населения, %             | 93,09                                       |        |
|                                             | Сельское население                          | 1 806                                       | Процент сельского населения, %              | 6,91                                        |        |
|                                             | Мужское население                           | 13 756                                      | Процент мужского населения, %               | 52,62                                       |        |
|                                             | Женское население                           | 12 388                                      | Процент женского населения, %               | 47,38                                       |        |
| Плотность населения, чел/км²                | Плотность населения, чел/км²                | Плотность населения, чел/км²                | Плотность населения, чел/км²                | Плотность населения, чел/км²                | 1,07   |
| Население провинции в % к населению области | Население провинции в % к населению области | Население провинции в % к населению области | Население провинции в % к населению области | Население провинции в % к населению области | 9,14   |

| Динамика изменения населения провинции | Динамика изменения населения провинции | Динамика изменения населения провинции | Динамика изменения населения провинции |
| -------------------------------------- | -------------------------------------- | -------------------------------------- | -------------------------------------- |
| 1992                                   | 2002                                   | 2012                                   | 2017                                   |
| 41 451                                 | 32 132▼                                | 30 598▼                                | 26 144▼                                |

## Важнейшие населенные пункты[4]
| № | Населённый пункт  | Населённый пункт (исп.) | Категория | Население чел. (2002) | На карте                        |
| - | ----------------- | ----------------------- | --------- | --------------------- | ------------------------------- |
| 1 | Чаньяраль         | Chañaral                | город     | 12086                 | 26°20′45″ ю. ш. 70°36′59″ з. д. |
| 2 | Эль-Сальвадор     | El Salvador             | город     | 8697                  | 26°14′47″ ю. ш. 69°37′34″ з. д. |
| 3 | Диего-де-Альмагро | Diego de Almagro        | город     | 7951                  | 26°23′29″ ю. ш. 70°02′46″ з. д. |
| 4 | Эль-Саладо        | El Salado               | город     | 1029                  | 26°25′20″ ю. ш. 70°19′09″ з. д. |
| 5 | Порталь-дель-Инка | Portal del Inca         | город     | 1026                  | 26°16′42″ ю. ш. 69°35′28″ з. д. |
| 6 | Инка-де-Оро       | Inca de Oro             | поселок   | 352                   | 26°45′17″ ю. ш. 69°54′19″ з. д. |